# محكمة شرعية (إسرائيل)

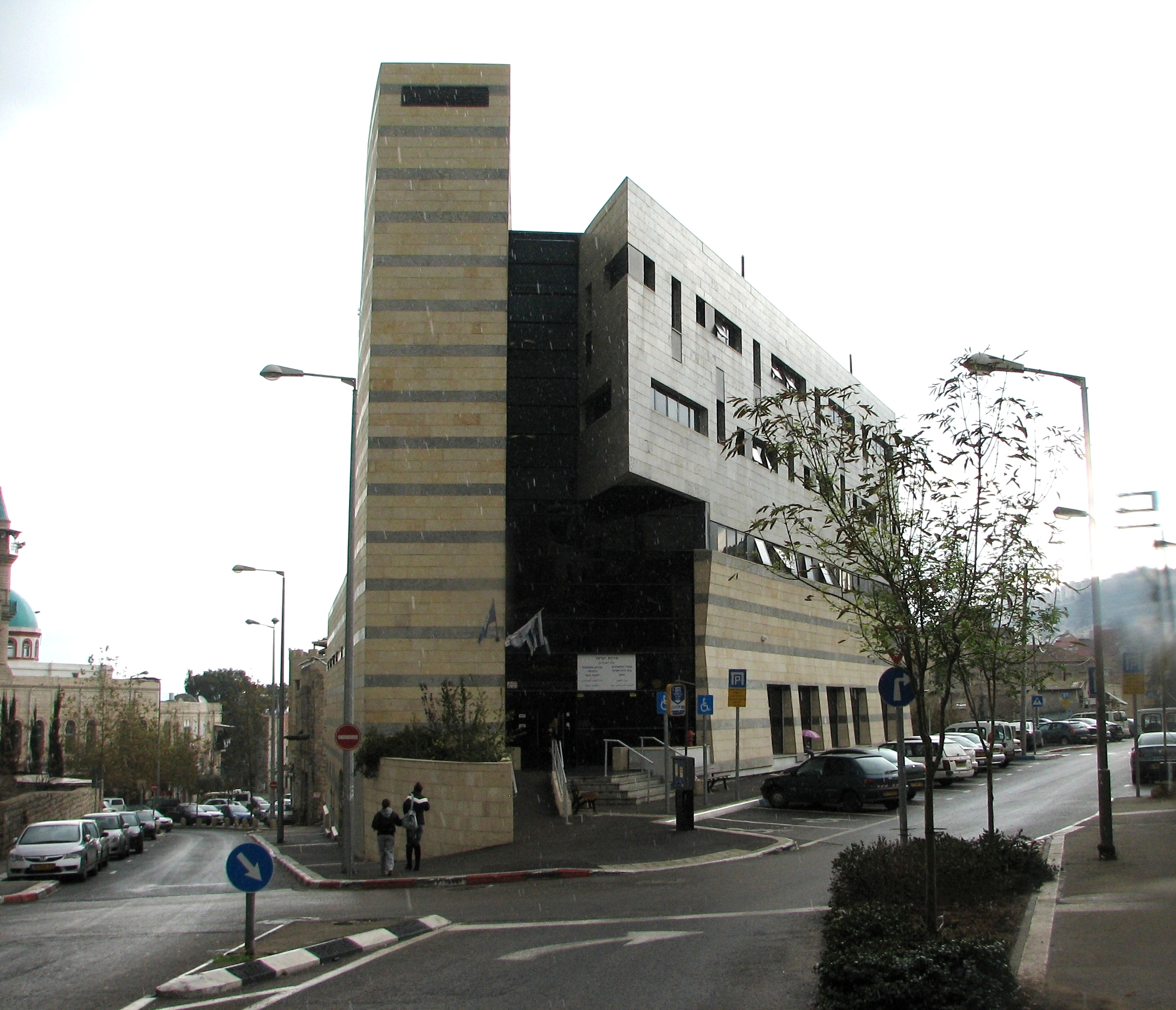
مبنى المحكمة الشرعية في حيفا في حي وادي الصليب.

المحكمة الشرعية (بالعبرية: בית דין שרעי) هي المحكمة الدينية الإسلامية في دولة إسرائيل. صلاحيات المحاكم الشرعية لا ينظمها القانون الإسلامي، ولكن تم تشكيلها من خلال أحكام وتشريعات مختلفة. تم الحفاظ على القوانين العثمانية القديمة من خلال "مجلة الأحكام العدلية"، لأن الانتداب البريطاني اعترف بصحتها ولم يحاول تغييرها، وكذلك فعلت دولة إسرائيل.

## التاريخ
في عام 1917، نُشر قانون الأسرة المسلمة في الإمبراطورية العثمانية، والذي ينص على أن استخدام قانون الدولة الإسلامي ينطبق على جميع المواطنين بغض النظر عن الدين، ولكن بعد إنشاء الانتداب البريطاني في البلاد، تم تغيير القانون واقتصرت سلطة المحاكم الشرعية اليوم على المتقاضين المسلمين فقط.
في عام 1922 ، حدد مرسوم مجلس الملك على أرض فلسطين الاختصاص الموضوعي للمحاكم الشرعية، حيث أعطى القاضي صلاحيات في مسائل الزواج والطلاق والنفقة والحضانة والميراث الوصية، وشئون المفقودين، والعجز، ونزع الملكية، وإثبات الأهلية وغيرها. مع قيام دولة إسرائيل، تم تقليص هذه السلطات إلى الزواج والطلاق وإلى حد كبير الميراث.
منذ ذلك الحين تم تغيير القانون عدة مرات. في التغييرات التي تم إجراؤها يمكن رؤية تقليص صلاحيات المحكمة الدينية في مقابل التحديث، وكذلك يمكن رؤية أحد أبرز الأمثلة على تأثير التحديث في الاتجاه المتصاعد لوضع المرأة في القطاع العربي.

### في إسرائيل
مع قيام دولة إسرائي ، توقف المجلس الإسلامي الأعلى عن أنشطته وغادر جميع أعضائه البلاد. فتوقفت المحاكم الشرعية عن العمل وأدى توقفها إلى ترك فراغ في قضية الشريعة الإسلامية في الدولة الجديدة، ولملء هذا الفراغ تولت وزارة الخدمات الدينية سلطة إنشاء محاكم شرعية وتعيين قضاة. كان القضاة الذين عينتهم الوزارة محرومين من التعليم الشرعي العالي، بسبب النقص الحاد في رجال الدين والفقهاء المسلمين في البلاد. لذلك تقرر إرسال القادمين للتدريب في مسجد الجزار في عكا، لكن ذلك لم يكن كافياً. بعد ذلك، تم توسيع الدراسات الدينية كجزء من ندوات المعلمين العرب.
ينتقد الجمهور المسلم الوضع الراهن بشدة.[بحاجة لمصدر] الخلاف الرئيسي يكمن في أن المسلم فقط هو المخول بتعيين القاضي الشرعي وأن هذه السلطة لا ينبغي أن تُعطى لغير المسلم، ومنح مثل هذه السلطة لدين آخر يعد تناقضًا مع مبادئ القانون الديني. في رأي قادة الجمهور الإسلامي، يجب إعادة إنشاء المجلس الإسلامي في شكله وصلاحياته على النحو المحدد خلال فترة الانتداب.[بحاجة لمصدر]

## أنواع المحاكم الشرعية
هناك نوعان من المحاكم الشرعية في إسرائيل: محكمة الدرجة الأولى وتسمى محكمة الشريعة الإقليمية، ومحكمة الاستئناف وهي محكمة عليا جديدة تم إدخالها مؤخرًا في النظام القانوني الإسلامي.[بحاجة لتوضيح]
في المحاكم الابتدائية، وفقًا للعرف الإسلامي القديم، هناك قاضي واحد يجلس، وهو الوحيد الذي ترفع الدعاوى أمامه.
تعمل محكمة الاستئناف الشرعية في هيئة من ثلاثة أعضاء وتتمتع بصلاحية الاستماع إلى جميع الطعون المقدمة ضد أحكام المحاكم الشرعية الإقليمية المعروضة عليها، ويتم اتخاذ القرار بأغلبية الآراء.
توجد تسع محاكم شرعية إقليمية في إسرائيل. تم تحديد مكان إقامتهم بأمر من وزير الخدمات الدينية وفقًا لتركز السكان المسلمين، والسلطة الخاصة بذلك حاليًا في يد وزير العدل. المدن التي توجد فيها المحاكم هي: باقة الغربية، وعكا، والناصرة، وطيبة، ويافا، وحيفا وبئر السبع، وتم إنشاء هاتين الأخيرين في عام 1971 نتيجة الضغط المتزايد على المحاكم القائمة في ذلك الوقت. تقع إدارة المحاكم الشرعية في القدس، ويشمل اختصاص كل منها المدن والقرى المجاورة لها. ومع ذلك، يحق للخصم أن يتقدم إلى محكمة الاستئناف لتحويل دعواه إلى قاضي آخر، وإذا وجد طلبه مثبتًا، فسيتم تحويل الدعوى إلى محكمة في منطقة أخرى.

## تأثير الحداثة
كما هو الحال في العديد من المجالات، فإن انتشار الليبرالية والعولمة يؤثر أيضًا على التقاليد الإسلامية. يستجيب القضاة بطرق مختلفة لمواجهة الحداثة مع العرف التقليدي، وتتباين أحكامهم لاتجاهين متناقضين. في معظم الحالات، يفسر القاضي الشريعة بطريقة مخلصة حسب المدرسة التقليدية. يحاول هؤلاء القضاء على العادات الحداثية انتصارًا للشريعة، لكن هناك أيضًا من ينحرفون عن المدرسة بسبب التفسير الليبرالي للشريعة ويتصالحون مع الوجود السيادي للعرف جنبًا إلى جنب معها، ويعتقدون أن دورهم هو الحفاظ على التوازن الديناميكي بين الشريعة والعادات الحداثية.
يمتاز موقف القضاة من التشريع العلماني للكنيست الموجه صراحة للمحاكم الدينية أيضًا باتجاهات متناقضة. لا يعارض معظم القضاة تدخل الكنيست في الأمور التي تقع ضمن اختصاص المحاكم الدينية الإسلامية، بل على العكس فهم يشجعون على الترويج لتعديلات ذات طابع إجرائي وجنائي. يواجه القضاة أحيانًا تناقضًا بين الشريعة الإسلامية والقانون العلماني، مثل مسألة الوصاية على الأطفال.
اليوم، يمكن رؤية العديد من القضايا التي يوجد فيها قدر كبير من التدخل من قبل الكنيست وهناك أيضًا انخفاض كبير في صلاحيات المحاكم الشرعية.

## لمزيد من الاطلاع
- أهارون ليش، العرب في إسرائيل، القدس: الجامعة العبرية، 1981
- المحاكم الإسلامية في دولة إسرائيل، حولون: شركة فاراج للطباعة، 1982

- أهارون ليش، الشريعة في إسرائيل ، تل أبيب: جامعة تل أبيب 1973

## وصلات خارجية
- المحاكم الشرعية على موقع وزارة العدل
- شاني ليبمان، قانون الشريعة
- מוסה אבו רמדאן, التطورات الأخيرة